# Stazione di Ōji (Tokyo)
La Stazione di Ōji (王子駅?, Ōji-eki) è una stazione ferroviaria di Tokyo servita principalmente dalla JR East, con interscambi con la metropolitana di Tokyo e con la tranvia linea Toden Arakawa.

## Linee

### Treni
- East Japan Railway Company
  - ■ Linea Keihin-Tōhoku

### Metropolitana
- Tokyo Metro
  -  Linea Namboku

### Tram
- Toei
  - Linea Toden Arakawa

## Struttura

### Stazione JR
La stazione è dotata di una banchina centrale a isola con due binari in sotterranea.
| 1 | ■ Linea Keihin-Tōhoku | per Akabane, Urawa e Ōmiya        |
| 2 | ■ Linea Keihin-Tōhoku | per Ueno, Tokyo, Yokohama e Ōfuna |

### Stazione Tokyo Metro
La stazione è dotata di una banchina centrale a isola con due binari in sotterranea.
| 1 | Linea Namboku | per Akabane-Iwabuchi e Urawa-Misono       |
| 2 | Linea Namboku | per Nagatachō, Shirokane-Takanawa e Ōfuna |

## Stazioni adiacenti
| «                   | Servizio            | »                   |
| Linea Keihin-Tōhoku | Linea Keihin-Tōhoku | Linea Keihin-Tōhoku |
| ------------------- | ------------------- | ------------------- |
| Kami-Nakazato       | Locale              | Higashi-Jūjō        |
| Kami-Nakazato       | Rapido              | Higashi-Jūjō        |
| Linea Namboku       |                     |                     |
| Nishigahara         | Tutti               | Ōji-Kamiya          |
| Linea Toden Arakawa |                     |                     |
| Asukayama           | -                   | Sakae-chō           |